# Lophozia guttulata
Lophozia guttulata là một loài Rêu trong họ Jungermanniaceae. Loài này được (Lindb. & Arnell) A. Evans mô tả khoa học đầu tiên năm 1900.